# Erik Stenius
Erik Gunnarsson Stenius född 1 december 1911 i Helsingfors, död där 2 januari 1990, var en finländsk matematiker, filosof och professor.

## Biografi
Stenius blev student 1929 och tog 1934 examen från Helsingfors universitet med matematik som huvudämne. Han fungerade som lärare i matematik och fysik vid Tölö svenska samskola 1935-1948. Han påbörjade senare forskarutbildning vid universitetet, inledningsvis i matematik, men hans avhandlingsämne bedömdes ligga inom filosofi, så han disputerade i detta ämne 1949 på doktorsavhandlingen Das Problem der logischen Antinomien.
Han blev 1949 docent i filosofi vid Åbo Akademi. År 1954 utnämndes han till professor i filosofi vid Åbo Akademi, efter att sedan 1949 varit tillförordnad på tjänsten. Den förre ordinarie innehavaren Rolf Lagerborg hade gått i pension redan 1942, och tjänsten hade ej gått att tillsätta sedan dess. År 1956 blev han invald i Finska Vetenskaps-Societeten.
Erik Stenius var son till Gunnar Stenius, gift med Eva Stenius och far till Per Stenius.

## Priser och utmärkelser
- Svenska Akademiens Finlandspris 1983